# Thunberginol E
Thunberginol E es una dihydroisocumarina que se encuentra en Hydrangeae Dulcis Folium, las hojas procesadas de Hydrangea macrophylla var. thunbergii.